# Bryan Gerzičić
Bryan Paul Gerzičić (Los Ángeles, California; 20 de marzo de 1984) es un exjugador de fútbol estadounidense nacionalizado argentino que se desempeñaba como mediocampista. 

## Biografía
Nació en Los Ángeles el 20 de marzo de 1984, pero se crio en Argentina, ya que sus padres se quedaron sin trabajo tres meses después de su nacimiento y la familia se trasladó a Buenos Aires. Desde entonces no ha pisado de nuevo suelo estadounidense y habla muy poco inglés. Su novia Susana es argentina. Se casaron y ahora tienen un hijo, Lionel, y una hija, Macarena.

## Trayectoria
El primer equipo profesional fue el argentino Arsenal de Sarandí, donde solo jugó seis partidos en 2006. Por eso, al ver que no estaba nada claro su futuro en el club se planteó probar suerte en el fútbol de Estados Unidos, aunque al final trabó amistad con un empresario israelí de visita en Argentina y terminó volando a Israel. En 2007 se integró en el Hapoel Haifa y tuvo un breve paso de una temporada por el Hapoel Acre. En 2010 le llegó la oferta de un club casi sin historia que fue fundado en 2000, el Hapoel Ironi Kiryat Shmona. Gerzicich aceptó la propuesta y formó parte de un grupo que acabó quinto en el campeonato y que luego logró de forma sorprendente adjudicarse el título de Liga, lo que le permitió jugar la Liga de Campeones de la UEFA 2012-13 y la Liga Europa de la UEFA 2012-13.
Regresó a la Argentina y disputó el Torneo Federal B 2016 con Agrupación Deportiva Infantil Unión Rosario (A.D.I.U.R.), jugando luego en la Liga Departamental de Fútbol de Punilla con Racing de Valle Hermoso.

## Clubes
| Club                    | País      | Año         |
| ----------------------- | --------- | ----------- |
| Arsenal de Sarandí      | Argentina | 2006 - 2007 |
| Hapoel Haifa            | Israel    | 2007 - 2008 |
| Hapoel Acre             | Israel    | 2008 - 2009 |
| Hapoel Haifa            | Israel    | 2009 - 2010 |
| Hapoel Ironi Kiryat     | Israel    | 2010 - 2013 |
| Hapoel Tel Aviv         | Israel    | 2013 - 2014 |
| Maccabi Petah-Tikvah    | Israel    | 2014 - 2015 |
| A.D.I.U.R.              | Argentina | 2016        |
| Racing de Valle Hermoso | Argentina | 2016        |